# Please teach! My Angel
『Please teach! My Angel』（プリーズ・ティーチ!マイ・エンジェル）は2003年8月29日にぷちぱじゃまより発売された18禁のパソコンゲーム（アダルトゲーム）ソフト。2004年には続編の『プリいも Please teach! My Sister』が発売されている。

## あらすじ
ある日、主人公・蒼乃翼は、空から天使が降ってくるのを目撃した。その天使、天川聖玲奈は天界の教育実習のため、人間界にある翼の学校に赴任してきた。もし人間の皆に正体を知られたら、試験は不合格になる。自分が天使であることを隠すためにも、聖玲奈は蒼乃家に居候してきた。

## 登場人物
蒼乃翼
主人公。
天川聖玲奈声：野神奈々
私立天野ヶ原学園の新任教師で主人公の担任。身長168cm・B92・W62・H88
蒼乃野々香声：日向裕羅
主人公の妹で私立天野ヶ原学園の一年生。身長154cm・B78・W58・H81

## スタッフ
原画 - 大野哲也
シナリオ - 長野ヒロユキ
主題歌 「空への路」
作詞 - 宮内理恵 / 作曲 - 藤間仁（feel） / 編曲 - 藤間仁 / 歌 - 佐藤裕美

## ドラマCD

### 第1弾
ぱじゃまドラマCD〜パティシエなにゃんこ＆Please teach!My Angel〜
- キャスト
  - 天川聖玲奈：野神奈々
  - 蒼乃野々香：日向裕羅

### 第2弾
Please teach! My Angel
2003年11月14日発売、発売＆販売：フロンティアワークス、販売協力：ホビボックス
- キャスト
  - 天川聖玲奈：野神奈々
  - 蒼乃野々香：日向裕羅
  - 鷹野ゆりん：田村ゆかり